# کارملو ویلالبا
کارملو ویلالبا (انگلیسی: Carmelo Villalba؛ زادهٔ ۳۰ ژوئن ۱۹۶۲) بازیکن فوتبال اهل آرژانتین است.
از باشگاه‌هایی که در آن بازی کرده‌است می‌توان به باشگاه فوتبال ال پورونیر، باشگاه فوتبال اتلتیکو تیگره، و باشگاه فوتبال آرژانتینوس جونیورز اشاره کرد.